# مالك سليمان
مالك سليمان هو بحار ماليزي، ولد في عقد 1960 في موار في ماليزيا.